# Dalatåg
Dalatåg AB war ein schwedisches Eisenbahnverkehrsunternehmen. Das Unternehmen hatte seinen Sitz in Furudal. Es bestand zwischen 1991 und 1996.

## Geschichte
Hedlunds Trävaru AB in Furudal wurde 1991 über das Risiko des Verlustes seines Schienengüterverkehrs durch die Stilllegung der Bahnstrecke Furudal–Mora informiert. Da in Südschweden zu dieser Zeit mehrere private Eisenbahnverkehrsunternehmen auf verschiedenen Strecken den Güterverkehr übernommen hatten, wollte Hedlund eine Lösung in diese Richtung versuchen.
Daher beteiligte sich das Holzwerk als Gesellschafter an der im Herbst 1991 gegründeten Dalatåg AB, die den Güterverkehr auf der Strecke zwischen Mora und Furudal, einem Teil der Bahnstrecke Orsa–Bollnäs, am 4. November 1991 aufnahm. Ab dem 7. Januar 1992 wurde die zu bedienende Strecke bis Orsa verlängert. Dazu wurde Anfang 1992 für die Verkehrsabwicklung die Z67 641 von Statens Järnvägar übernommen, wodurch die Verkehrsleistungen weiter anstiegen.
Ab 1993 wurde der gesamte Verkehr mit der gemieteten IBAB T44 281 von Inlandsbanan AB und ab Juni 1994 zudem auf der Strecke Mora–Östersund Wagenladungsverkehr durchgeführt.
Das Unternehmen hatte dennoch einen schwierigen wirtschaftlichen Stand, es zählte zu den Pionieren der Privatisierung des Zugverkehrs. 1996 musste Dalatåg AB Konkurs anmelden. Die eigene Lokomotive Z67 641 wurde an Tågåkeriet i Bergslagen AB (Tågab) verkauft.
Die Verkehrsleistungen wurden von BK Tåg AB übernommen. Diese Gesellschaft ging ihrerseits 2005 in Konkurs.